# Бонвен, Франсуа
Франсуа Бонвен (фр.  François Bonvin, 22 ноября 1817, Вожирар, ныне Париж — 19 декабря 1887, Сен-Жермен-ан-Ле) — французский живописец и график, один из лучших жанристов во Франции XIX века.

## Биография и творчество

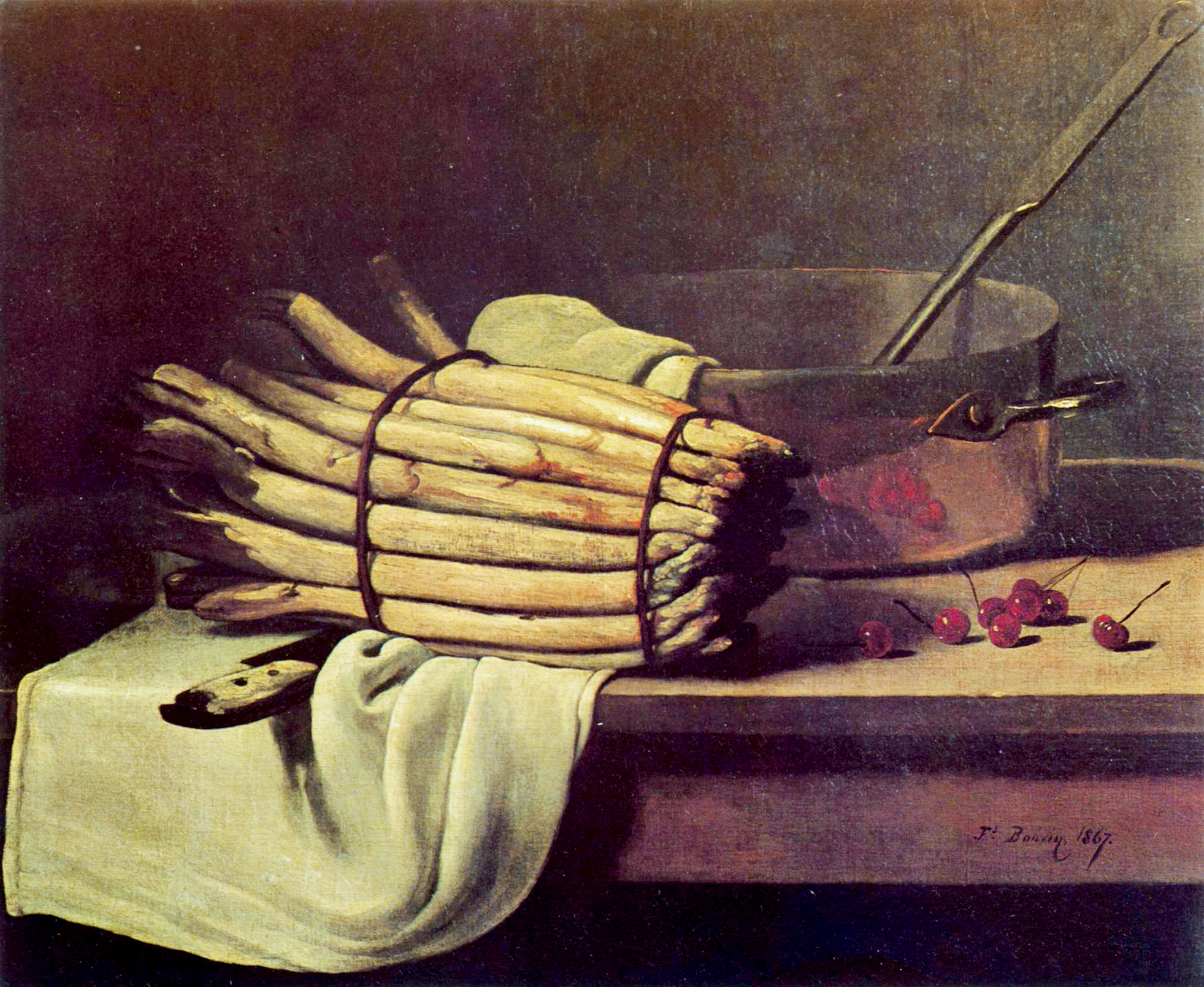
Франсуа Бонвен. Натюрморт с пучком спаржи

Бонвен родился в Париже в 1817 году. Сын полицейского и швеи. Когда ему было четыре года, его мать умерла от туберкулёза. Вскоре его отец снова женился. Всю жизнь прожил в бедности. Работал в типографии, служил в полиции. В свободное время посещал музеи, изучал в Лувре фламандских и голландских мастеров, по вечерам занимался в школе ремёсел при мануфактуре Гобеленов и в частной академии Шарля Сюиса.

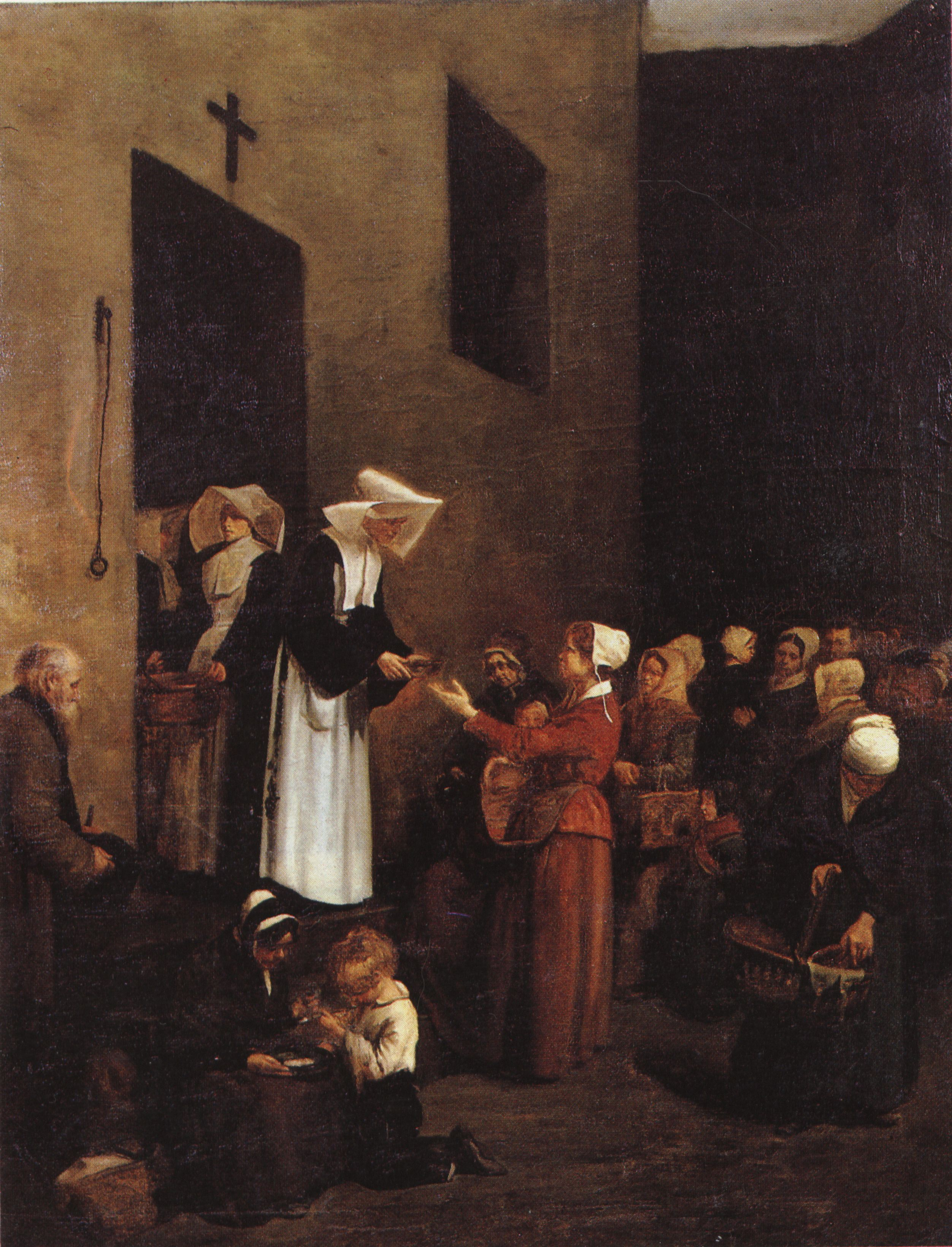
Франсуа Бонвен. Раздача милостыни

С 1848 занялся пейзажной живописью, три его работы получили медаль парижского Салона (1849). После этого целиком отдался живописи. Выставлялся в Салоне отверженных вместе с Курбе, с которым дружил. Эмиль Золя, не находя в его картинах настоящего реализма, относил его, как и Антуана Воллона, к «платоническим возлюбленным реальности» и писал про его творчество следующее: «Сюжеты его взяты из реальной жизни, но его трактовка реальных предметов вполне годится для изображения тех же бесплотных фигур, каких рисуют многие модные нынче художники. В его манере есть какая-то сухость и поверхностность, которая лишает персонажи всякой живости».
Часто бывал во Фландрии и Голландии. К концу жизни совсем ослеп, существовал только благодаря поддержке друзей, которые организовали его ретроспективную выставку (1886) и продажу картин в его пользу (1887).
Среди учеников Бонвена — Анри Кросс.

## Творчество
Манера Бонвена близка к Питеру де Хоху и Шардену.

## Признание
Получил Орден Почётного Легиона (1870). Работы Бонвена представлены во многих музеях Европы и США.